# ウィープホール
ウィープホールは、河川・水路工事などで、地下水を水路等に抜くために取り付ける逆流防止弁の付いた水抜管のことである。

## 概要
浸透水や浸透流による揚圧力ないし洗堀作用等によって引き起こされる構造物のひび・亀裂防止や、不等沈下・浮上の防止に効果がある。実際の働きとしては、過剰地下水圧に対しては、ゴム弁押上げにより放出し、構造物の亀裂や浮上を防止し、一方、水路内の用水に対してはその水圧によるゴム弁閉止により、モレや洗堀作用を防ぐ。